# 岡大介
岡大介（おかだいすけ、1953年9月27日 - ）は日本の俳優。1970年東京音楽院スクール入所、1978年大阪放送劇団付属養成所入所。兵庫県出身。

## おもな出演

### テレビドラマ
- 必殺仕置人
- 必殺仕事人
- 部長刑事
- 新・部長刑事
- 京都殺人調書('11)
- 必殺仕事人2012 (ABC)
- 愛の産科
- 華心中
- トイレの神様('10) (MBS)
- 記憶
- ザ!世界仰天ニュース (YTV)
- 連続テレビ小説(NHK)
  - あすか
  - 甘辛しゃん
  - 走らんか!
  - まんてん
  - てっぱん
  - カーネーション
  - ウェルかめ
  - てっぱん
  - わろてんか（2017年） - 岩（がん）さん 役
  - まんぷく（2019年）
  - おちょやん（2021年）
- 海峡
- 再生の町
- 水戸黄門('07/17話・'08/10話・'10/4話)
- 月曜ゴールデン のこしもの('10)」(TBS)
- 50周年記念ドラマ ありがとう、オカン('08)
- 遺留捜査（2018年） - 川谷信彦 役
- 科捜研の女（2019年） - 一之瀬廉 役
- やじ×きた 元祖・東海道中膝栗毛（2019年） - 吉兵衛 役
- スカーレット (テレビドラマ)（2019年） - 坂さん 役
- 遺留捜査 第7シリーズ（2022年） - 中村哲 役

### 舞台
- マルコポロリ('08)
- 修羅雪姫('09)
- 北島 三郎 公演
- 藤田まこと 公演
- 里美 浩太朗 公演
- 小林 幸子 公演
- 小林 旭 公演
- 坂本 冬美 公演
- 渡 哲也 公演
- 劇団伽羅倶梨
- 人情紙風船団
- どんちょう会
- 劇団未来座(招かざる客)
- わが街(顔役)
- 戯人舎プロデュース公演(なぜか青春時代)
- 近松劇場 曽根崎心中
- シアタークロスステーション(法王庁の避妊法)
- 芝居小舎(極楽トンボ終わらない明日